# Mejbomografija
Mejbomografija je minmimalno invazivna dijagnostička metoda u oftalmologiji kojom se snimanjem slike ili filma i na osnovu toga dobija uvid u siluetu morfološke strukture Mejbomovih žlezda

## Oprema
Kod prvih uređaja za mejbomografiju evertirani kapci su bili prosvetljeni sa kožne strane belim svetlom, a slika je beležena na crno-beli ili infracrveni film.
Najnoviji mejbomografi su mobilni, ručni i multifunkcionalni sistemi koji imaju infracrvene emitujuće diode (LED diode) fiksirane za infracrvene kamere. Ovim uređajima se može snimiti video zapis ili slika. 

## Tumačenje rezultata
Radi postavljanja dijagnoze MGD, potrebno je nalaz mejbomografije posmatrati u sklopu cele kliničke slike, a ne izolovano.
Jedan od načina gradiranja nalaza mejbomografije (meiboscore) koriste Arita i autori da uporede pacijente sa MGD i kontrolnu grupu zdravih. 
Ovaj sistem gradiranja nalaza mejbomografije u kombinaciji sa simptomima i nalazom abnormalnosti na rubovima kapaka daje senzitivnost od 84,9% i specifičnost od 96,7% u diferencijaciji dve ispitivane grupe.